# Titans of Creation
Titans of Creation è il dodicesimo album in studio del gruppo musicale thrash metal statunitense Testament, pubblicato nel 2020 dalla Nuclear Blast su licenza della Burnt Offerings Inc. (appartenente ai due leader della band: Eric Peterson e Chuck Billy).
Come primo singolo estratto dal disco - il 31 gennaio - è stato scelto il brano Night of the Witch. Il 6 marzo sarà seguito dalla traccia che apre il disco: Children of the Next Level, per cui è stato realizzato un videoclip animato diffuso il giorno in cui è stato pubblicato l'album.

## Tracce
Testi di Chuck Billy, musiche di Eric Peterson, eccetto dove indicato.
1. Children of the Next Level – 6:13 (testo: Billy, Del James)
2. WWIII – 4:48 (testo: Billy, James)
3. Dream Deceiver – 4:58 (testo: Billy, James)
4. Night of the Witch – 6:32 (testo: Billy, Peterson, James)
5. City of Angels – 6:43 (testo: Billy, James)
6. Ishtar's Gate – 5:09 (testo: Billy, James)
7. Symptoms – 4:37 (testo: Alex Skolnick – musica: Skolnick)
8. False Prophet – 4:54 (testo: Billy, Steve Souza)
9. The Healers – 4:23 (testo: Billy, James)
10. Code of Hammurabi – 4:52 (testo: Billy, Skolnick, James – musica: Skolnick)
11. Curse of Osiris – 3:24 (testo: Billy, James)
12. Catacombs – 2:01 – strumentale

### CD bonus nell'edizione giapponese
Concerto registrato a Tokyo il 20 febbraio del 2017 presso il Shibuya O-EAST
1. Brotherhood of the Snake – 4:26
2. Rise Up – 4:35
3. Disciples of the Watch – 4:46
4. The Pale King – 5:00
5. Practice What You Preach – 5:06
6. The New Order – 4:36
7. More Than Meets the Eye – 4:28
8. Dark Roots of Earth – 5:33
9. Stronghold – 4:14
10. Into the Pit – 3:21
11. Over the Wall – 5:18
12. D.N.R. (Do Not Resuscitate) – 4:19
13. 3 Days in Darkness – 6:01
14. The Formation of Damnation – 8:00
15. Alone in the Dark – 7:45

## Formazione
- Chuck Billy – voce
- Eric Peterson – chitarra, voce addizionale
- Alex Skolnick – chitarra
- Steve DiGiorgio – basso
- Gene Hoglan – batteria

altri musicisti
- Rigo Martin, Greg Goss e Chuck Billy – voci gang
- Lyle Livingston – tastiere in Catacombs